# 帕木寺
帕木寺，位于西藏自治区拉萨市达孜区唐嘎乡唐嘎村，是一座藏传佛教寺院。

## 简介
帕木寺位于西藏自治区拉萨市达孜县。为藏传佛教寺院。
2012年，该寺的僧人普穷被评为西藏自治区爱国守法先进僧尼。